# Wilhelm Bender
Wilhelm Friedrich Bender, född den 15 januari 1845 i Hessen, död den 8 april 1901 i Bonn, var en tysk protestantisk teolog.
Bender blev 1876 teologie professor i Bonn, men utbytte 1888 denna lärostol mot en vid filosofisk faktultet. Lärjunge av Ritschl, skrev Bender i dennes anda arbetena Schleiermachers theologie (2 band, 1876–78), Johann Konrad Dippel. Der freigeist aus dem pietismus (1882) med mera.
Genom sitt festtal Reformation und kirchentum vid Lutherjubileet 1884 (7 upplagor samma år) väckte Bender stor uppståndelse bland det evangeliska prästerskapet i Preussens västra provinser och rönte ytterligare motstånd, när han utvecklade sina religionsfilosofiska åsikter för en större allmänhet i Das wesen der religion und die grundgesetze der kirchenbildung (1886; 4:e upplagan 1888).
Ännu mer avlägsnade sig Bender från sin förra ståndpunkt genom arbetet Der kampf um die seligkeit (1888), som med evolutionsläran till ledtråd söker förklara de religiösa företeelserna på rent naturlig väg. Hans sista arbete var Mythologie und metaphysik I: Die entstehung der weltanschauungen im griechischen altertum (1899).